# Sint Pancras
Sint Pancras is een dorp in de Noord-Hollandse gemeente Dijk en Waard, ten noordoosten van de stad Alkmaar. Het dorp is genoemd naar de heilige Pancratius (239-304) en is het oudste dorp van de gemeente. De naam wordt ook wel geschreven als St. Pancras en Sint-Pancras.
Sint Pancras was tot 1990 een zelfstandige gemeente. Tot de gemeentelijke herindeling van 1 oktober 1972 was het dorp verdeeld over drie gemeenten: het Zuideinde lag in de gemeente Koedijk, en de buurt De Nollen, ten zuiden van de Spoorlijn Den Helder - Amsterdam, lag in de gemeente Oudorp. In 1972 werden het Zuideinde en Noord-Koedijk aan Sint Pancras toegevoegd, en werd De Nollen bij de gemeente Alkmaar gevoegd. De spoorlijn is nu de grens tussen Alkmaar en Sint Pancras.

## Geschiedenis
Sint Pancras is gelegen op een strandwal. Bij archeologische opgravingen op de strandwal zijn sporen van bewoning gevonden uit circa 800 na Chr. Het gebied buiten de strandwal was toen nog moerassig en onbewoonbaar.
Op de plaats van het huidige Sint Pancras lag in de dertiende eeuw het dorp Vronen. Op 27 maart 1297 vond hier een veldslag plaats tussen de West-Friezen en het graafschap Holland. Onder leiding van de jonge graaf Jan I van Holland, werd Vronen totaal verwoest. De inwoners van Vronen, voor zover niet gesneuveld, werden verbannen. Zij vestigden zich in de omgeving, vooral in het dorp Koedijk. Om deze reden hebben Sint Pancras en Koedijk een sterke band met elkaar. In 1991 werden bij archeologische opgravingen resten van slachtoffers gevonden van de veldslag van 1297. Uit sporen aan de gevonden schedels en andere botten, van zowel mannen als vrouwen, bleek hoe hevig het er aan toe was gegaan.. Vanaf 1299 behoorden het verwoeste dorp Vronen en de regio West-Friesland definitief bij het Graafschap Holland en West Friesland.
Pas jaren later werd op de resten van het oude dorp bij de oude begraafplaats de Sint Pancratiuskapel gebouwd. In 1487 werd de kapel een parochiekerk. De kapel, een kruiskerkje, werd in gotische stijl gebouwd. Het nieuw gestichte dorp kreeg de naam Sint Pancras. De plaatsnaam komt in 1506 voor als Ecclesia S.Pancratii, in 1639 als Sint Pancreas en in 1745 als S.Pancras.
Het nieuwe dorp Sint Pancras raakte later ook betrokken in een oorlog, ditmaal tijdens de Tachtigjarige Oorlog. Sint Pancras werd bezet door de Spanjaarden tijdens het Beleg van Alkmaar, door duizenden huurlingen. De bezetting duurde tot en met 8 oktober, toen het beleg door de Spanjaarden werd opgeheven. Deze gebeurtenis staat bekend als Alkmaars Ontzet.
Aan het eind van de Tweede Wereldoorlog, in het voorjaar van 1945, werden er in Sint Pancras twintig Nederlanders gefusilleerd door de bezetter. Om de slachtoffers te herdenken is een monument opgericht bij de spoorwegovergang in Sint Pancras.

## Voormalig museum Westflinge
Het museum Westflinge was een klein natuurmuseum met een collectie fossielen. Het was gevestigd in het voormalige raadhuis van Sint Pancras. Het museum is in 2015 opgeheven. Het bestuur van de stichting zag zich genoodzaakt het museum te sluiten toen de huur werd opgezegd door de toenmalige gemeente Langedijk. De collectie is daarna ondergebracht bij diverse musea.
Westflinge is de naam een voormalig gewest van West-Friesland in de vroege middeleeuwen. Het gewest omvatte ongeveer het huidige West-Friesland binnen de Westfriese Omringdijk.

## Sport
- Ronde van Sint Pancras
- HV Vrone, handbalvereniging
- SV Vrone voetbalvereniging

## Geboren of woonachtig (geweest) in Sint Pancras
- Piet Korver (1909-1977), Nederlands politicus
- Charles Destrée (1926-2019), oud-verzetsstrijder, (amateur)historicus
- Anne van der Bijl (1928-2022), christelijk zendeling
- Bram van der Tak (1935), schaker
- J. Bernlef (= Hendrik Jan Marsman; 1937-2012), schrijver, dichter en vertaler
- Margriet Brandsma (1957), journaliste bij het NOS Journaal
- Marit Dekker (1989), schaatsster
- Donny van Iperen (1995), voetballer